# Dracaenura aegialitis
Dracaenura aegialitis là một loài bướm đêm trong họ Crambidae.